# Journée internationale des légumineuses
La journée internationale des légumineuses a été instituée par les Nations unies le 10 février de chaque  année,. Cette journée doit son existence aux qualités des légumineuses notamment sur le plan nutritionnel, de la sécurité alimentaire et respect de l'environnement,.
Sur le plan nutritionnel, les légumineuses sont dotées d'une richesse non négligeable en nutriments et ont une teneur assez élevée en protéines ce qui fait d'elles une source de protéines idéale en particulier dans les régions où la viande et les produits à base de lait ne sont pas accessibles pour des raisons géographiques ou économiques.   
Sur le plan de la sécurité alimentaire, les légumineuses représentent pour les agriculteurs  une culture importante parce qu'elles peuvent non seulement être vendues mais aussi consommées par les producteurs eux-mêmes. Cette double possibilité qu'offrent les légumineuses aux agriculteurs les aide à préserver la sécurité alimentaire de leurs familles tout en leur garantissant une certaine stabilité économique.   
Enfin sur le plan de la préservation de l'environnement, les légumineuses ont de nombreux avantages dans la mesure où elles ont besoin de moins d'eau que les autres cultures pour grandir et participent également fortement à la lutte contre l'érosion et l'appauvrissement des dols  parce qu' elles n'ont aucunement besoin d'engrais azotés puisqu'elles fixent l'azote par elles-mêmes. Cette autosuffisance permet de limiter fortement voire d'éviter totalement l'émission de gaz,,,'.          